# L'emperadriu rebel
L'emperadriu rebel (títol original en anglès: Corsage) és una pel·lícula dramàtica coproduïda internacionalment del 2022, escrita i dirigida per Marie Kreutzer. És protagonitzada per Vicky Krieps, Florian Teichtmeister, Katharina Lorenz, Jeanne Werner, Alma Hasun, Manuel Rubey, Finnegan Oldfield, Aaron Friesz, Rosa Hajjaj, Lilly Marie Tschörtner i Colin Morgan.
La pel·lícula és una coproducció entre Àustria, Alemanya, Luxemburg i França. Es va estrenar al Festival de Canes de 2022, a la secció Un certain regard. Es va estrenar a Àustria i Alemanya el 7 de juliol de 2022. El 2 de desembre del mateix any es va estrenar als cinemes la versió doblada al català.

## Sinopsi
El Nadal de 1877, Elisabet d’Àustria, Sissi, celebra el seu 40è aniversari. És la primera dama d’Àustria i la dona de l’emperador Francesc Josep, però no té dret d’expressió i s'ha de mantenir obligatòriament bonica i jove. Per això, adopta un estricte règim: dejú, exercici, perruqueria...

## Repartiment
- Vicky Krieps com a emperadriu Elisabet d'Àustria
- Florian Teichtmeister com a emperador Francesc Josep I d'Àustria
- Katharina Lorenz com la comtessa Marie Festetics
- Jeanne Werner com a Ida Ferenczy
- Alma Hasun com a Fanny Feifalik
- Manuel Rubey com a rei Lluís II de Baviera
- Finnegan Oldfield com a Louis Le Prince
- Aaron Friesz com a Rudolf
- Rosa Hajjaj com a Valerie
- Lilly Marie Tschörtner com a reina Maria Sofia de Dues Sicílies
- Colin Morgan com a George "Bay" Middleton
- Alice Prosser com a Anna Nahowski